# Helena Nordheim
Helena Nordheim   (Amsterdam, 1 d'agost de 1903 - Sobibor, 2 de juliol de 1943) va ser una gimnasta artística neerlandesa que va competir durant la dècada de 1920.
El 1928 va prendre part en els Jocs Olímpics d'Amsterdam, on guanyà la medalla d'or en el concurs complet per equips del programa de gimnàstica.
Com d'altres membres del seu equip, era jueva i durant la Segona Guerra Mundial fou deportada i assassinada al camp d'extermini de Sobibor, juntament amb bona part de la seva família.